# فرودگاه حمل و نقل سوترن کالیفرنیا حمل و نقل
فرودگاه حمل و نقل سوترن کالیفرنیا حمل و نقل (به انگلیسی: Southern California Logistics Airport) یک فرودگاه همگانی با کد یاتا VCV است که یک باند فرود آسفالت و بتن دارد و طول باند آن ۴۵۸۷ متر است. این فرودگاه در کشور ایالات متحده آمریکا قرار دارد و در ارتفاع ۸۷۹ متری از سطح دریا واقع شده است.